# 本费尔德
本费尔德（法語：Benfeld，法語發音：[bɛnfɛld] ⓘ）是法国下莱茵省的一个市镇，位于该省南部，属于塞莱斯塔-埃尔什泰因区。

## 地理
本费尔德（48°22'14"N, 7°35'32"E）面积7.79 平方千米，位于法国大東部大區下莱茵省，该省份为法国大陆部分最东部的省份，是阿尔萨斯的一部分，今与上莱茵省组成了阿尔萨斯欧洲集体，其南至上莱茵省，西南接孚日省和默尔特-摩泽尔省，西接摩泽尔省，北与德国接壤。
与本费尔德接壤的市镇（或旧市镇、城区）包括：埃尔布桑、于特奈姆、凯尔特兹弗尔、罗斯费尔德、桑镇。
本费尔德的时区为UTC+01:00、UTC+02:00（夏令时）。

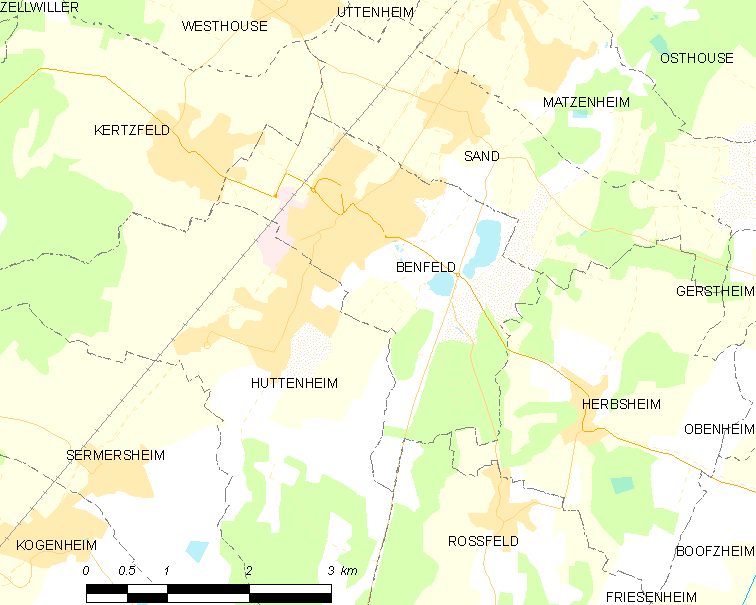
本费尔德的OSM定位图

## 行政
本费尔德的邮政编码为67230，INSEE市镇编码为67028。

## 政治
本费尔德所属的省级选区为埃尔什泰因区。

## 人口

1962-2008年间本费尔德人口变化图示

本费尔德于2022年1月1日时的人口数量为5922人。